# 22914 Tsunanmachi
22914 Tsunanmachi este un asteroid din centura principală de asteroizi.

## Descriere
22914 Tsunanmachi este un asteroid din centura principală de asteroizi. A fost descoperit pe 13 octombrie 1999 la Stația Anderson Mesa în cadrul programului LONEOS. Asteroidul prezintă o orbită caracterizată de o semiaxă mare de 3,11 ua, o excentricitate de 0,31 și o înclinație de 15,3° în raport cu ecliptica.